# Šaranje tikvica
Šaranje tikvica hrvatsko je tradicijsko narodno umijeće ukrašavanja tikvica na području Slavonije koje na osebujan način sjedinjuje pučko rezbarstvo i likovnost. To su umijeće nekoć često njegovali pastiri čuvajući stoku na ispaši, a danas je ono uglavnom samo dio slavonskog folklora. Rješenjem Ministarstva kulture RH od 20. prosinca 2007. godine (Klasa: UP/I-612-08/07-06/0398) to je umijeće uvršteno na Listu zaštićenih nematerijalnih kulturnih dobara Republike Hrvatske.
Osim dekorativne, išarane su tikvice nekoć imale i uporabnu ulogu te su, primjerice, služile kao posude za tekućine, za vađenje vina i rakije iz bačvi, kao zdjele, soljenke i slično. U današnje su vrijeme najprisutnije kao osebujan, prepoznatljiv i omiljen slavonski tradicijski suvenir.

## Povijest
U doba osmanskih napada na hrvatske krajeve, točnije u razdoblju od kraja 15. do kraja 17. stoljeća Osmanlije su na hrvatske prostore donijeli mnoge i danas omiljene biljke poput trešanja, lubenica, dinja, dunja, nekih vrsta jabuka i tikvica koje u nekim slavonskim selima nazivaju i turkinjama.
Najstarija šarana tikvica u Hrvatskoj spomenuta je u Osječkom zborniku 1956. godine: to je tikvica iz 1734. godine (godina je urezana na tikvici, ali se ne zna gdje je šarana). U godinama između Prvog i Drugog svjetskog rata kao vrsni šarači tikvica u raznim se etnološkim prilozima spominju Tuna Mikinac-Gabrin, Franja Kovačević-Ilišev, Marica Kovačević-Ružička, Antun Blaževac-Salerov, Iva Kadić-Sojdan, Šima Dretvić te Andrija i Franja Ivkovac. Primjerci njihovih šaranih tikvica nalaze se u raznim muzejima, a najviše ih ima u Etnografskom muzeju u Zagrebu.
Nekoć je šaranje tikvica bilo znatno raširenije na području bivše slavonske Vojne krajine, osobito u Bošnjacima, Drenovcima, Babinoj Gredi, Gradištu, Soljanima, Cerni, Štitaru i Račinovcima. U spomenutim mjestima šaranje tikvica nije uvijek bilo jednako intenzivno: mijenjao se broj šarača ili se samo pokoji istaknuo svojim umijećem. Danas se to umijeće u izvornom obliku najviše održalo u Gradištu.
Ilija Dretvić-Filakov, pučki pisac i pripovjedač, bio je najčuveniji i najplodonosniji šarač tikvica u Gradištu, selu u kojemu se šaranje tikvica njegovalo i u obiteljima Franje i Đule Dretvić, Kate Žigmundovac, Ivana Ivanšića-Martinovog, Ruže Mikulić, Marka Kadića i Marka Nikolića. Ono se i danas njeguje u obiteljima Marice Stojanović, Ivana Jovanovca-Jerkovog i Đure Jovanovca-Jerkovog te Marice i Kate Nikolić, a jedan od najmlađih gradištanskih šarača i promotor tog tradicijskog umijeća je Vinko Babić, čije su išarane tikvice kao osobit dar 2016. darovane i japanskom careviću Akishinu.

## Sadnja, priprema i šaranje tikvica
Tikvice se sade u proljeće, nakon proljetnih mrazeva, najčešće ispod osušenih voćki da bi se nesmetano mogle penjati po granama i formirati pravilne plodove. Uz redovito okopavanje i plijevljenje zriju početkom jeseni, a tada se i beru. Nakon branja im treba nožem ostrugati vanjsku pokožicu da bi se brže osušile i da se na njima ne bi pojavile mrlje plijesni. Suši ih se obješene na otvorenom prozračnome mjestu zaštićenom od oborina. Ako je jesen suha i topla, tikvica se osuši za mjesec dana.
Među tikvicama ima nekoliko vrsta pogodnih za šaranje pa se tako razlikuju tikve i tukvanji: tikva je oblik ploda s proširenim vratom (slično obliku broja 8), dok je tukvanj plod s ravnim kratkim vratom. Osim ta dva najčešća oblika, razlikuju se i teglice – plodovi s izduženim tankim vratom te kruščice ili kruškice – male tikvice koje oblikom i veličinom podsjećaju na plodove kruške.
Ako se iz tikvice želi odstraniti sjeme i usplođe, u tom ju se slučaju užarenom željeznom šipkom na vrhu probuši i sjeme izvadi posebnom kukicom. Na dobro osušenu i čistu tikvicu se najprije olovkom ucrtaju željeni motivi i ornamenti po kojima se potom posebnim nožićima urezuju plitke brazde. Nakon urezivanja motiva i ornamenata pojedine se dijelove tikvice – tzv. polja – boji dušičnom kiselinom ili šatvosira (u lokalnom se narječju za dušičnu kiselinu kaže šatvoser). Kiselina se na polja tikvice nanosi štapićem, tzv. metljicom: iako je bezbojna, ona pod utjecajem topline – primjerice plamena svijeće ili petrolejske svjetiljke – promijeni boju u crvenkastosmeđu. Urezi na tikvici se nakon šatvosiranja zacrnjuju prženim orasima: orasi se usitne i zagrijavaju na tavi dok sasvim pougljene i postanu crni. Dobivenom crnom tvari, koju odlikuje velika masnoća, premazuje se tikvicu i tako svaki njen prethodno urezani dio biva obojen u crno. Zbog povećane količine ulja u prženim orasima, glatki i neuzrezani dijelovi tikvice dobivaju poseban sjaj.
Motivi i ornamentika u šaranju tikvica su raznoliki, a može ih se podijeliti u dvije skupine: apstraktne i figuralne. Apstraktni su motivi najčešće razni geometrijski likovi, različite šare i zubre, cik-cak linije, zvijezde, rozete, kružnice, a iste je moguće usporediti s različitim staroslavenskim motivima i ukrasima na drugim narodnim rukotvorinama, primjerice u drvorezbarstvu, ukrašavanju pisanica, vezovima na narodnim nošnjama i slično. Dno tikvice najčešće se ukrašava raznim geometrijskim motivima. Figuralni motivi uglavnom tematiziraju stvari, ljude i prizore iz svagdanjeg seoskog života, a moguće ih je podijeliti u četiri vrste:
- vegetabilni (biljni) – npr. hrastova grana s lišćem i žirovima, vinova loza, cvjetovi, voćke u cvatu i s plodovima i dr.;
- animalni (životinjski) – domaće i divlje životinje tipične za Slavoniju, npr. konji, svinje, goveda, pjetlovi, fazani, srne, jelen i dr.;
- antropomorfni – prikaz ljudi u narodnim nošnjama, pri raznim poslovima i slavljima, npr. u žetvi, pri čuvanju stoke, u svatovima i sl.;
- heraldički – grbovi i zastave te razni simboli.[4]

## Vanjske poveznice

### Sestrinski projekti
|  | Zajednički poslužitelj ima još gradiva o temi ukrasne tikvice |

### Mrežna mjesta
- Etnografski muzej Zagreb: Zbirka šaranih tikvica  Arhivirana inačica izvorne stranice od 12. prosinca 2020. (Wayback Machine)
- YouTube: Šaraj lane, emisija pučke i predajne kulture (2019.)
- YouTube: HRT: U selu Gradištu još se uvijek šaraju tikvice (2016.)
- YouTube: Etnološka radionica "Šaranja tikvica" – Muzej Đakovštine, 15. svibnja 2014.
- Vimeo.com – Umijeće šaranja tikvica u Gradskom muzeju Požega